# Noël Calef
Pour les articles homonymes, voir Calef.
Œuvres principales
- Échec au porteur
- Ascenseur pour l'échafaud

Nissim Calef, connu sous le nom de Noël Calef, né le 29 septembre 1907 à Plovdiv (Filippopoli), en Bulgarie, et mort le 9 janvier 1968 à Paris 18e, est un écrivain de langue française.

## Biographie
Nissim Calef fait des études secondaires au lycée français d'Alexandrie et des études supérieures à Vienne en Autriche. Il parle couramment plusieurs langues : le bulgare, l'italien, l'allemand, le français, l'espagnol, l'anglais.
Il s'installe en France dans les années 1930, où il prend le nom de Noël Calef, et débute dans une compagnie cinématographique. Pendant la Seconde Guerre mondiale, il est interné à Drancy avant d'être déporté en Italie dans les camps de Bardonnèche, Tolentino et Urbisaglla (it).
À la fin de la guerre, il rentre en France.

## Œuvre
Noël Calef a publié une vingtaine de romans et de nouvelles, dont six romans policiers. Il est devenu célèbre grâce au film Ascenseur pour l'échafaud de Louis Malle, adaptation cinématographique de son roman éponyme.
Il a également collaboré à de nombreux films en tant que scénariste ou dialoguiste. En 1952, il fait une apparition dans Un homme à détruire de Joseph Losey.

## Publications

### Auteur
- Échec au porteur, Hachette Point d'interrogation, 1956, prix du Quai des Orfèvres
- Ascenseur pour l'échafaud, Arthème Fayard, 1956
- Retour à Sorrente, Arthème Fayard, 1957, 249 p.
- Recours en grâce, Arthème Fayard, 1957, 239 p., porté à l'écran en 1960 par László Benedek avec le même titre.
- Innocents et Coupables, Albin Michel, 1961, 265 p.
- La Nasse, Fayard,  1966, 245 p.
- Drancy 1941 : Camp de représailles, Drancy la faim (écrit en Italie en 1942-1943, Campo di rappresaglie, Di Carlo, Rome 1948) publié en France par Serge Klarsfeld, éditions FFDJF, 1991 et réédité aux Éditions de l'Olivier, 1997

### Traducteur
- Mario Rigoni-Stern, Le sergent dans la neige, traduit de l'italien, coll. 10 X 18, 1995, 190 pages
- Carleton S. Coon, Histoire de l'homme,  traduit de l'anglais, dessins de Richard Albany. photographies de Reuben Goldberg;  Calmann-Lévy, 1958, 483 p.

## Livre audio

### Auteur
- La forteresse (roman policier), maison de disques Festival, disque n°4 de la collection La Clé du Mystère avec Jacques Berthier, Marie Mansart et Jean-Jacques Delbo[2]